# Котлас (приток Порши)
Котлас — река в России, протекает в Вологодской области, в Нюксенском районе. Устье реки находится в 22 км по левому берегу реки Порша. Длина реки составляет 15 км.
Исток находится в восточной части болота Сосновое в 18 км к северо-востоку от села Нюксеница. Река течёт на север в лесистой ненаселённой местности, крупных притоков и населённых пунктов нет.

## Этимология
Название реки Котлас имеет финно-угорское происхождение, о чем свидетельствует элемент -лас, образовавшийся из -лакс (в карел. laksi и вепс. laks — «залив»).

## Данные водного реестра
По данным государственного водного реестра России относится к Двинско-Печорскому бассейновому округу, водохозяйственный участок реки — Северная Двина от начала реки до впадения реки Вычегда, без рек Юг и Сухона (от истока до Кубенского гидроузла), речной подбассейн реки — Сухона. Речной бассейн реки — Северная Двина.
По данным геоинформационной системы водохозяйственного районирования территории РФ, подготовленной Федеральным агентством водных ресурсов:
- Код водного объекта в государственном водном реестре — 03020100312103000009203
- Код по гидрологической изученности (ГИ) — 103000920
- Код бассейна — 03.02.01.003
- Номер тома по ГИ — 03
- Выпуск по ГИ — 0